# Northern Kings
Northern Kings è un supergruppo symphonic metal finlandese di cover songs formato da quattro musicisti che hanno già raggiunto il successo con altri gruppi: Jarkko Ahola dei Teräsbetoni, Marco Hietala dei Nightwish e Tarot, Tony Kakko dei Sonata Arctica e Juha-Pekka Leppäluoto dei Charon. Il loro primo singolo, We Don't Need Another Hero, è una reinterpretazione di una canzone scritta da Terry Britten e Graham Lyle e interpretata da Tina Turner per il film Mad Max oltre la sfera del tuono.
In un'intervista con Ragnarok Radio fu rivelato che iniziarono a registrare le parti cantate del loro secondo album nei primi di agosto del 2008.

## Discografia

### Album in studio
- 2007 – Reborn
- 2008 – Rethroned

### Singoli
- 2007 – We Don't Need Another Hero
- 2007 – Hello
- 2008 – Kiss from a Rose
- 2010 – Lapponia

## Videoclip
- 2007 – We Don't Need Another Hero
- 2008 – Kiss From a Rose

## Membri
- Jarkko Ahola – voce
- Marco Hietala – voce
- Tony Kakko – voce
- Juha-Pekka Leppäluoto – voce